# (5091) Isakovskij
(5091) Isakovskij ist ein Asteroid des Hauptgürtels, der am 25. September 1981 von der russischen Astronomin Ljudmila Iwanowna Tschernych am Krim-Observatorium (IAU-Code 095) in Nautschnyj entdeckt wurde.
Der Asteroid gehört zur Hoffmeister-Familie, einer Gruppe von Asteroiden, die nach (1726) Hoffmeister benannt wurde.
Der Asteroid wurde nach dem russischen Dichter Michail Wassiljewitsch Issakowski (1900–1973) benannt, der kommunistische Geschichten, Liedtexte und Gedichte schrieb, die die Politik der Sowjetunion priesen.